# دايندر أيتون
دايندر أيتون (بالإنجليزية: Deandre Ayton)‏ هو لاعب كرة سلة من جزر البهاماس يلعب في مركز لاعب الوسط أو لاعب هجوم قوي الجسم في نادي فينيكس صنز.

## روابط خارجية
- دايندر أيتون على موقع الاتحاد الدولي لكرة السلة (الإنجليزية)
- دايندر أيتون على موقع إن بي أي (الإنجليزية)
- دايندر أيتون على موقع سبورتس رفرنس (الإنجليزية)
- دايندر أيتون على موقع كرة السلة الأوروبية.كوم (الإنجليزية)
- دايندر أيتون على موقع إي إس بي إن.كوم (الإنجليزية)
- دايندر أيتون على موقع كلية كرة السلة في سبورتس رفرنس.كوم (الإنجليزية)
- دايندر أيتون على موقع ريلجم (الإنجليزية)
- دايندر أيتون على موقع بروبوليرز (الإنجليزية)